# The Octagon House
 (septembre 2023).
Si vous disposez d'ouvrages ou d'articles de référence ou si vous connaissez des sites web de qualité traitant du thème abordé ici, merci de compléter l'article en donnant les références utiles à sa vérifiabilité et en les liant à la section « Notes et références ».
The Octagon House, aussi connue comme la Colonel John Tayloe III House, est une bâtisse remarquable située au 1799 New York Avenue (en), dans le Northwest et le quartier du Foggy Bottom de Washington, aux États-Unis.

## Histoire
La maison a été conçue par William Thornton, le premier architecte du Capitole des États-Unis, et construite entre 1799 et 1801 pour le colonel John Tayloe III (en).
Pendant la guerre anglo-américaine de 1812, quand les troupes britanniques ont marché sur Washington, les Tayloe ont approché l'ambassadeur français et lui ont proposé que leur maison devienne l'ambassade de France aux États-Unis, ce qui fut accepté et qui permit ainsi à l'Octagon House de survivre la guerre intacte.
En 1814, le colonel Tayloe a de nouveau offert temporairement l'utilisation de sa maison pour le président des États-Unis James Madison et sa femme Dolley après l'incendie de la Maison Blanche par les Britanniques. Les Tayloe ont vendu la maison en 1855. L'Octagon House est devenu la maison de l'American Institute of Architects (AIA) en 1899.
La maison est réputée comme hantée dans le folklore local.
Le bâtiment est un National Historic Landmark depuis 1960 et est inscrit au Registre national des lieux historiques depuis 1966.